# كريس مونتجومري
كريس مونتجومري (بالإنجليزية: Chris Montgomery)‏ هو مطور برمجيات ومهندس أمريكي، ولد في 6 يونيو 1972.